# 总序山柑
总序山柑（学名：Capparis assamica）为山柑科山柑属的植物。分布于不丹、缅甸、锡金、印度、老挝以及中国大陆的云南等地，生长于海拔1,000米的地区，一般生于沟谷林中，目前尚未由人工引种栽培。